# Jiordan Tolli
Jiordan Anna Tolli, conosciuta semplicemente come Jiordan Tolli (Melbourne, 17 giugno 1994) è una cantante e attrice australiana nota per essersi posizionata quinta nella quinta edizione del talent show The X Factor ed aver interpretato Lolly Allen nella soap opera Neighbours.
Nel 2014 ha firmato un contratto con la Sony Music e pubblicato l'extended play In Transit, accompagnato dal singolo Waiting for Love.

## Carriera
Nel 2013, dopo diversi anni d'interprete di Louise Lolly Allen nella soap opera australiana Neighbours e nella serie televisiva Tangle per poi nel film Is This the Real World, partecipa alla quinta edizione del talent show The X Factor, dove si classifica quinta.
Nel 2014 firma un contratto con la Sony Music, con la quale inizia a produrre la propria musica inedita con la pubblicazione, il 19 ottobre 2015, dell'EP In Transit. Esso era già stato annunciato nell'anno precedente, insieme alla rivelazione del produttore, Andrew Lowden.
Nel mese del rilascio, i brani Hesitate e Further, pubblicati precedentemente il 2 aprile 2014 sul suo profilo Triple J Unearthed, dove contano rispettivamente 6785 e 6559 di ascolti e una recensione di cinque stelle circa ciascuno, raggiungono le classifiche inglesi nonostante non siano singoli, facendo guadagnare all'artista molta attenzione dei media.
Nel 2015 prende parte al cast della serie tv Footballer Wants a Wife, di cui gli episodi vengono successivamente resi disponibili gratuitamente su YouTube, dove interpreta la ballerina Candy. La sua presenza era già stata annunciata precedentemente grazie ad alcuni post su Instagram.
Nel febbraio 2016 esce Waiting for Love, primo singolo estratto dall'EP, e promozionato, il giorno dell'uscita, da un video musicale, di cui alcune scene erano state caricate su Twitter a inizio e metà 2015.

## Stile musicale e influenze
Come da lei dichiarato in numerose interviste, Jiordan Tolli cita Birdy, Lorde, Lana Del Rey, Jewel, Johnny Cash e Norah Jones tra gli artisti la cui musica ispira il suo stile musicale ma apprezza anche i gruppi The xx, The Jezabels, Angus & Julia Stone e Radiohead. In un'intervista del sito australiano Pop Sugar, le è stato chiesto di quali tra le sue performance durante la sua permanenza a The X Factor rappresentato nel miglior modo la direzione musicale che lei vuole intraprendere, ella ha nominato il brano del ballottaggio Young and Beautiful di Lana Del Rey, Royals di Lorde e Stay di Rihanna, rispettivamente la prima performance e il ballottaggio della settima serata.

## Discografia

### EP
- 2015 - In Transit

### Singoli
- 2016 - Waiting for Love

## Tour
- 2013 - The X Factor Live Tour
- 2014 - The Best of Tour

## Filmografia
- Neighbours - soap opera (1994-2001, 2013)
- Tangle - serie tv (2011)
- Is This the Real World - film (2013)
- Footballer Wants a Wife - serie tv (2015)